# Lightnin' Hopkins
Lightnin' Hopkins (перевидавався як The Roots of Lightnin' Hopkins) — студійний альбом американського блюзового музиканта Лайтніна Гопкінса, що вийшов у 1959 році на лейблі Folkways.

## Опис
Саме випуск цього альбому у 1959 році відновив музичну кар'єру техаського блюзмена Семюеля «Лайтніна» Гопкінса. До моменту запису, Гопкінс повністю зник з музичного кола, але його відшукав музикознавець та продюсер Семюел Чартерс у винайманій однокімнатній квартирі в Х'юстоні. Переконуючи блюзмена пляшкою джина, Чартерс умовив Гопкінса записати десять пісень з допомогою лише одного мікрофона. Він записав Гопкінса 16 січня 1959 року у квартирі музиканта за адресою Гедлі-стріт в Х'юстоні, штат Техас (Чартерс використав обладнання Ampex з мікрофоном EV 636). Десять пісень альбому представляють чистий кантрі-блюз та спогади Гопкінса про часи, коли він виступав з Блайнд Лемон Джефферсоном.
Цей альбом вийшов 1959 року на лейблі Folkways (FS3822), майже у той самий час, коли вийшла книга Чартерса «Сільсбкий блюз» (Нью-Йорк, 1959) і він мав успіх. У підсумку альбом став одним з кращих в каталозі музиканта.

## Список композицій
1. «Penitentiary Blues» (Лайтнін Гопкінс) — 2:45
2. «Bad Luck and Trouble» (Лайтнін Гопкінс) — 3:40
3. «Come Go Home With Me» (Лайтнін Гопкінс) — 3:45
4. «Trouble Stay 'Way from My Door» (Лайтнін Гопкінс) — 4:00
5. «See That My Grave Is Kept Clean» (Лайтнін Гопкінс) — 2:05
6. «Goin' Back to Florida» (Лайтнін Гопкінс) — 3:10
7. «Reminiscenses of Blind Lemon» (Лайтнін Гопкінс) — 2:10
8. «Fan It» (Лайтнін Гопкінс) — 2:40
9. «Tell Me Baby» (Лайтнін Гопкінс) — 2:30
10. «She's Mine» (Лайтнін Гопкінс) — 4:10

## Учасники запису
- Лайтнін Гопкінс — гітара, вокал

Технічний персонал
- Семюел Б. Чартерс — продюсер, інженер, фотографія
- Рональд Кляйн — дизайн (обкладинка)